# Iglesia de San Martín del Casuar
La iglesia de San Martín del Casuar es una iglesia románica actualmente en ruinas e incluida en la Lista roja de patrimonio en peligro de España. Se encuentra en el término municipal de Montejo de la Vega de la Serrezuela, en la provincia de Segovia.
Se encuentra situada cerca del río Riaza a unos 4 km al este de Montejo y a 1,5 km del antiguo convento de la Castroboda en el espacio natural de las hoces del río Riaza.

## Historia
Su nombre proviene de la villa de Covasuar, en la que se hallaba originalmente. Esta fue donada por Fernán González y su madre al monasterio de San Pedro de Arlanza en 913. La iglesia se construyó en el siglo XI.Tras la fundación de la iglesia quedó en manos de los benedictinos como priorato de San Pedro de Arlanza.
En 1785, en el listado de Partidos judiciales, figura como granja.
Durante la Guerra de Independencia Española la población a la que pertenecía fue prácticamente arrasada por las tropas francesas, que la creían el refugio de Juan Martín el Empecinado. Quedó entonces abandonada.
En 1997 fue declarado Bien de Interés Cultural.

## Descripción
La iglesia tiene una planta rectangular rematada en un ábside de tambor, semicircular. En el extremo opuesto a este se encuentra una espadaña. Cuenta con tres ventanas abocinadas. La nave cuenta con dos arcos de acceso, en muy mal estado de conservación, uno al norte y otro al sur, el principal.
El ábside es de sillería, mientras que la nave es de mampostería encofrada. Aquel queda rematado por canecillos. Su superficie queda cortada por varias columnas coronadas con capiteles decorados.

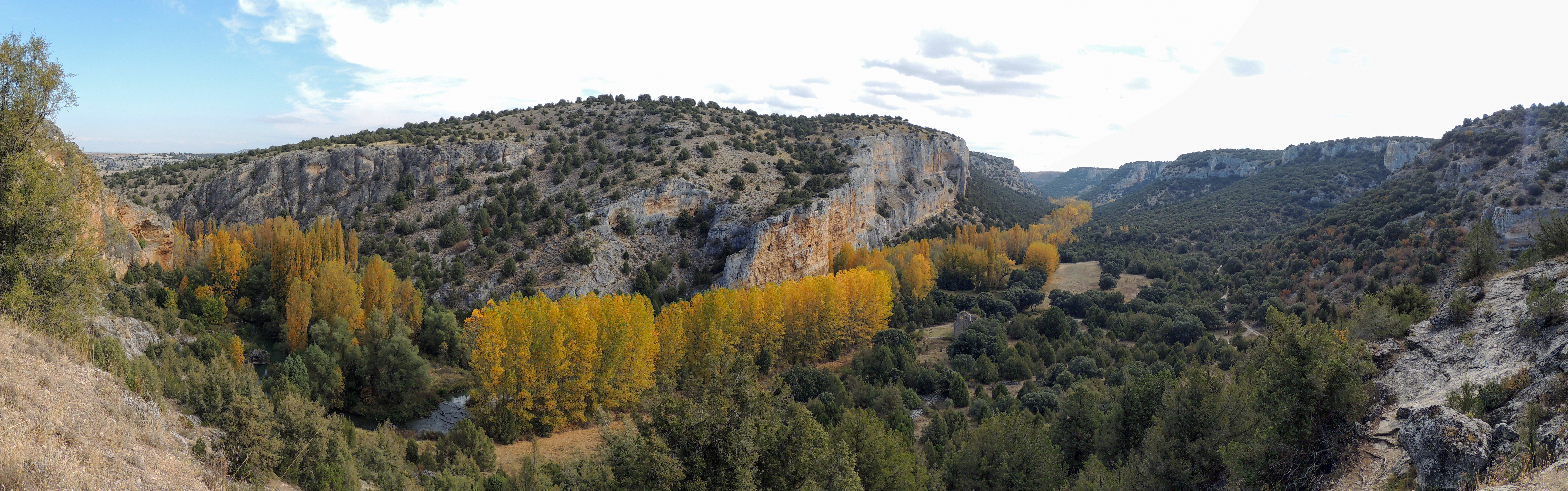
Vista de las Hoces del río Riaza donde se ubica la iglesia